# Луїсбург (Міннесота)
Луїсбург (англ. Louisburg) — місто (англ. city) в США, в окрузі Лак-кі-Парл штату Міннесота. Населення — 31 особа (2020).

## Географія
Луїсбург розташований за координатами 45°9′49″ пн. ш. 96°10′16″ зх. д. / 45.16361° пн. ш. 96.17111° зх. д. (45.163695, -96.171049).  За даними Бюро перепису населення США в 2010 році місто мало площу 0,79 км², уся площа — суходіл. В 2017 році площа становила 0,66 км², уся площа — суходіл.

## Демографія
Згідно з переписом 2010 року, у місті мешкало 47 осіб у 18 домогосподарствах у складі 16 родин. Густота населення становила 60 осіб/км².  Було 30 помешкань (38/км²).
Расовий склад населення:
| - 93,6 % — білих - 4,3 % — азіатів - 2,1 % — осіб інших рас |

До двох чи більше рас належало 0,0 %. Частка іспаномовних становила 2,1 % від усіх жителів.
За віковим діапазоном населення розподілялося таким чином: 27,7 % — особи молодші 18 років, 55,3 % — особи у віці 18—64 років, 17,0 % — особи у віці 65 років та старші. Медіана віку мешканця становила 46,3 року. На 100 осіб жіночої статі у місті припадало 88,0 чоловіків;  на 100 жінок у віці від 18 років та старших — 88,9 чоловіків також старших 18 років.
За межею бідності перебувало 28,6 % осіб, у тому числі 0,0 % дітей у віці до 18 років та 16,7 % осіб у віці 65 років та старших.
Цивільне працевлаштоване населення становило 14 особи. Основні галузі зайнятості: роздрібна торгівля — 28,6 %, публічна адміністрація — 14,3 %, фінанси, страхування та нерухомість — 14,3 %.